# Bundelkhand

Lage von Bundelkhand in Indien

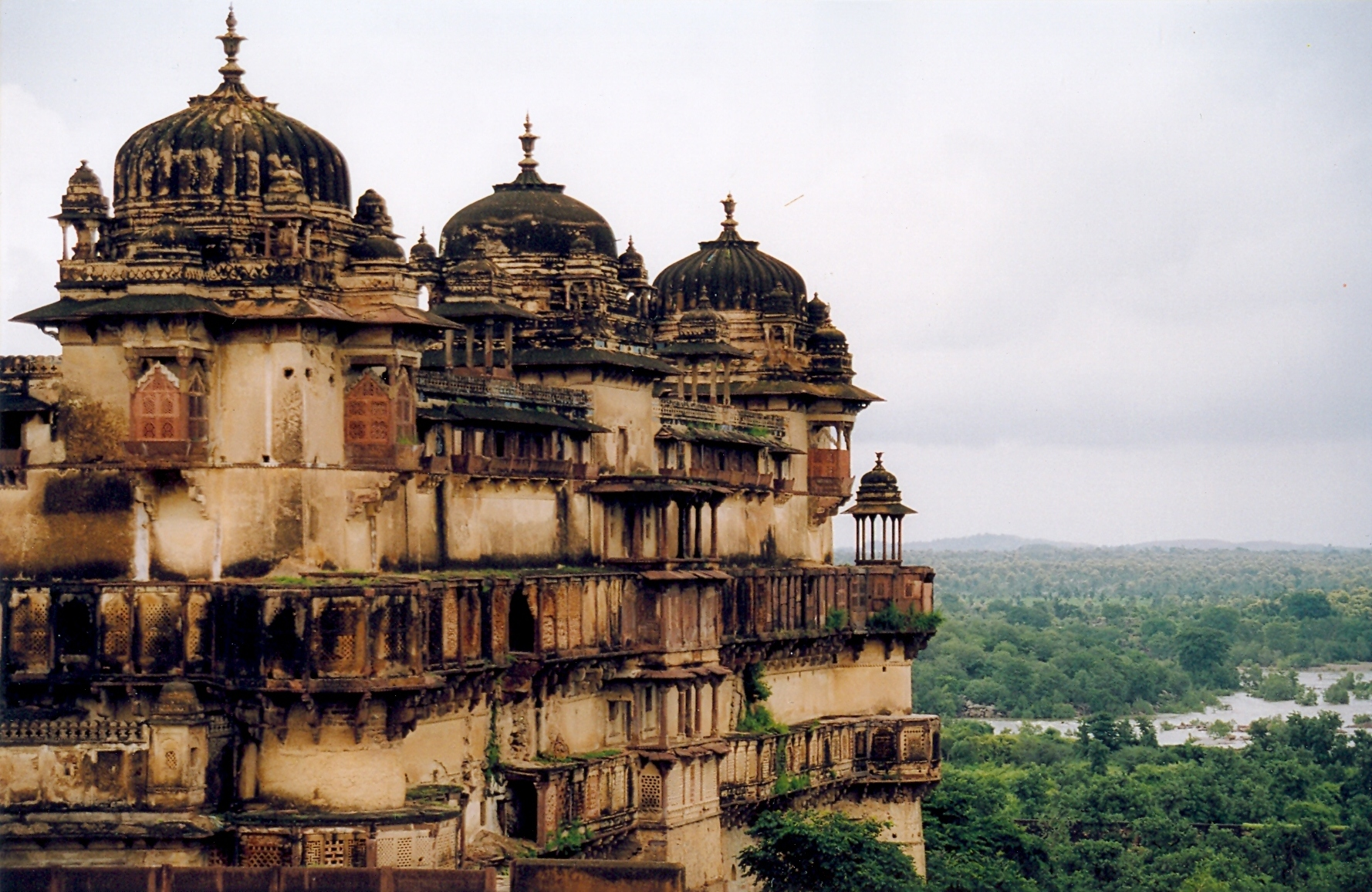
Palast von Orchha (16./17. Jh.) und umgebende Landschaft

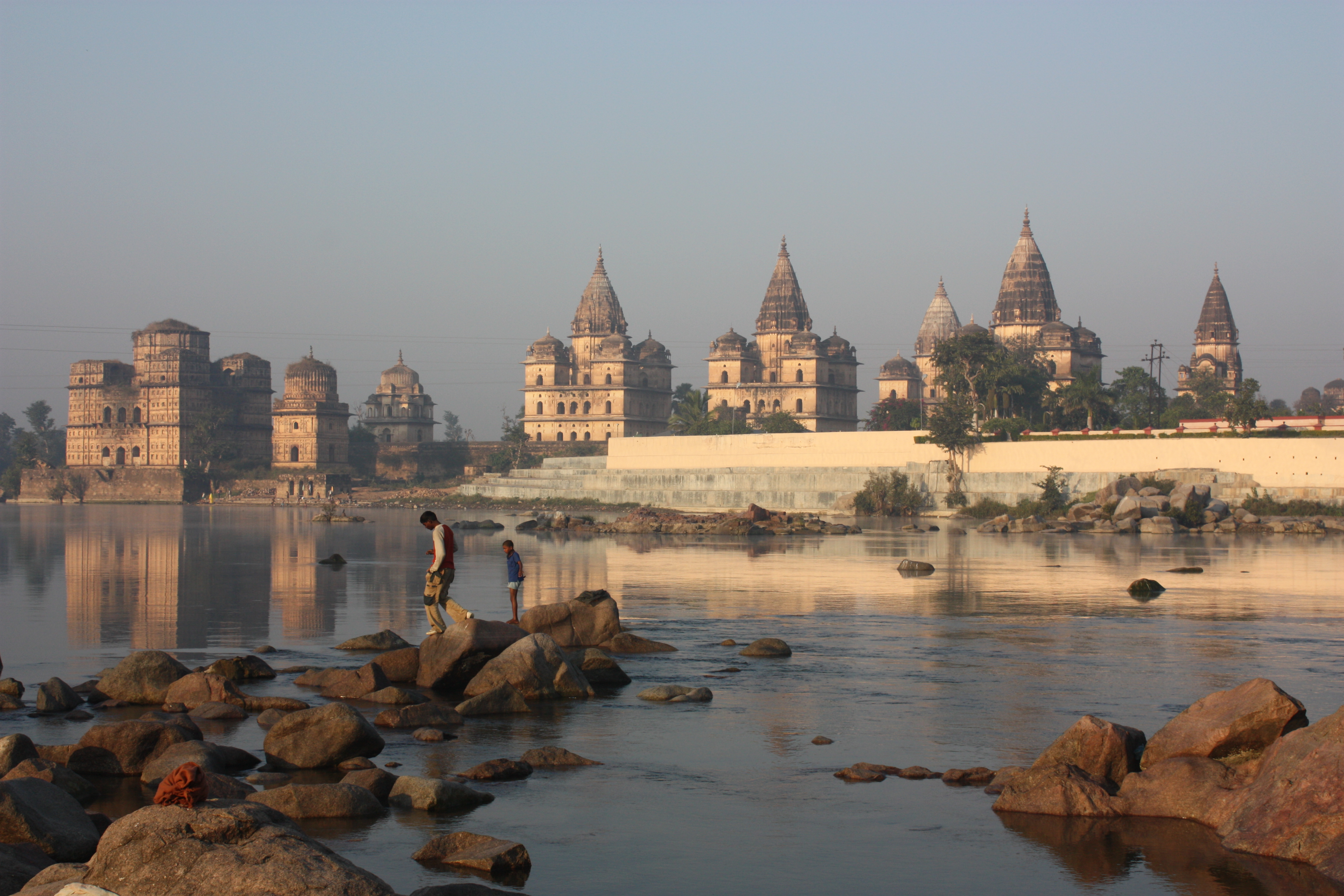
Chhatris der Herrscher von Orchha (17./18. Jh.) am Fluss Betwa

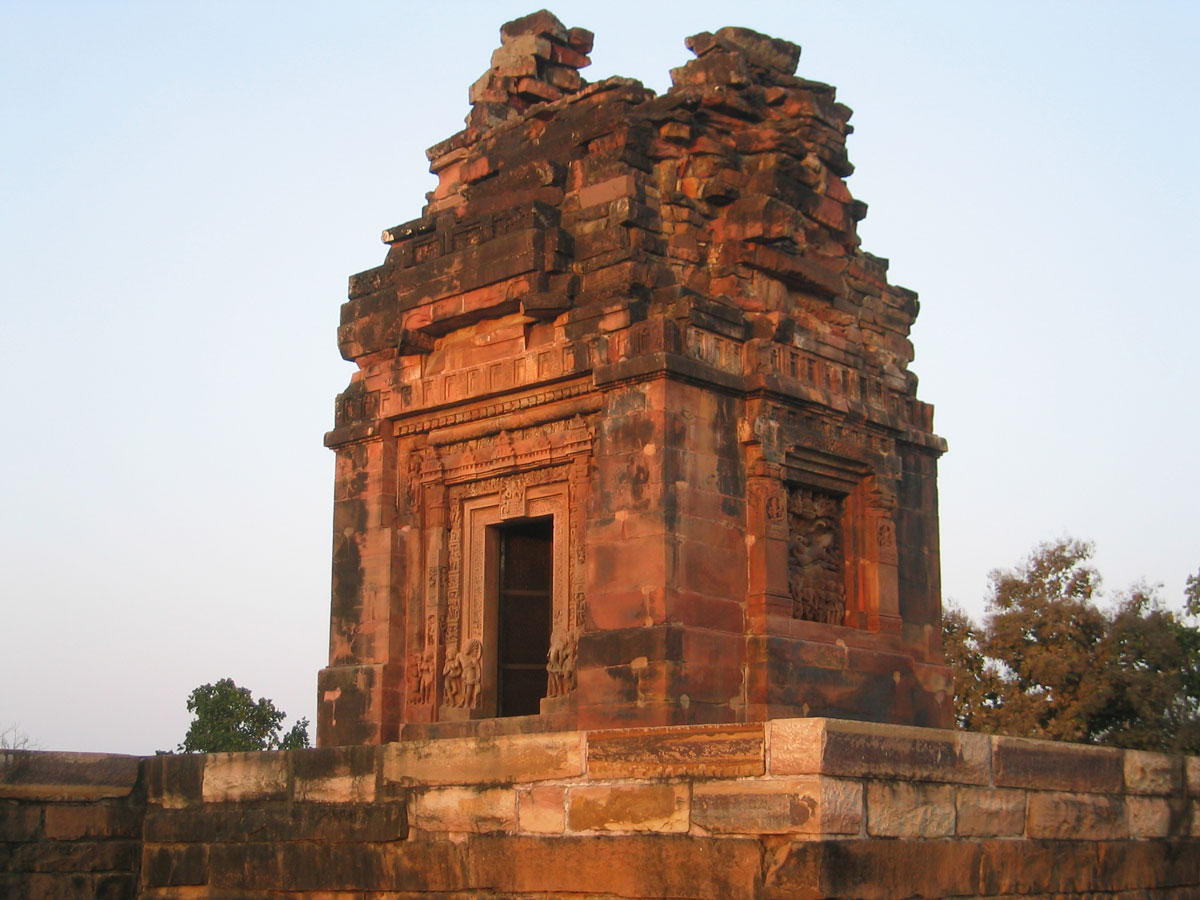
Dashavatara-Tempel von Deogarh (6. Jh.)

Bundelkhand (Hindi: बुंदेलखंड) ist eine geographische Region im Norden Indiens. Die Region liegt heute in den Bundesstaaten Uttar Pradesh und Madhya Pradesh, wobei der größte Teil auf Madhya Pradesh entfällt. Seit dem Jahr 1854 war Bundelkhand administrativ Teil der Central India Agency. Während des Indischen Aufstands von 1857 gehörte es zu den aufständischen Regionen.

## Geographie
Die Region Bundelkhand liegt zwischen dem Vindhyagebirge im Süden und der Gangesebene im Norden; östlich grenzt die weniger fruchtbare historische Region Baghelkand an. Die von zahlreichen Flüssen (darunter Betwa, Chambal, Ken, Sindh u. a.) mit Wasser versorgte Region Bundelkhand ist überaus fruchtbar. Die wichtigsten Städte der Region sind Jhansi, Datia, Lalitpur, Sagar, Damoh, Orai, Panna, Mahoba, Banda, Narsinghpur und Chhatarpur. Die Großstädte Gwalior, Jabalpur und Bhopal sind kulturell stark von der Region Bundelkhand beeinflusst, was sich insbesondere im Sprachgebrauch zeigt. Große Teile der der Region liegen in Höhen von ca. 200 bis 300 m; das den Süden der Region durchziehende Vindhyagebirge erreicht Maximalhöhen von ca. 600 m.

## Wirtschaft
Grundlage des wirtschaftlichen Lebens bildet die Landwirtschaft; ein Großteil der Fläche ist auch von Buschwald bedeckt. In den Klein- und Mittelstädten bildeten sich Handwerk und Handel heraus, denen das Dienstleistungsgewerbe zur Seite trat. Die Minen von Panna sind für ihre Funde an kleineren Diamanten bekannt. In den letzten Jahrzehnten des 20. Jahrhunderts hat der Tourismus in Khajuraho und Orchha als Einnahmequelle größere Bedeutung erlangt.

## Geschichte
Die Gegend gehörte zu den Stammesgebieten der Gond und Kol. Die erste bekannte Herrscherdynastie der Region waren die Gaharwars, denen die Guptas, Pratiharas und Chandellas folgten. Im 13. Jahrhundert war das Sultanat von Delhi die bedeutendste Macht in Nordindien, doch überließen die Sultane den Chandellas die Kontrolle über die spätere Region Bundelkhand. Im 14. Jahrhundert wanderten Rajputen vom Stamm der Bundela ein, die im 16. Jahrhundert allmählich die Macht übernahmen und mit den Moguln kooperierten; ihnen verdankt die Region ihren Namen. Zentrum ihrer Macht war das im Jahr 1531 gegründete Orchha.
Im ausgehenden 17. Jahrhundert revoltierte der Bundela-Anführer Chhatrasal gegen die Zentralgewalt der Moguln unter Aurangzeb und verbündete sich mit den Marathen unter Shahu I. bzw. dessen Erstem Minister (peshwa) Bajirao I. In der Folge entstanden kleinere, quasi unabhängige Fürstenstaaten in Datia, Panna, Ajaigarh, Bijawar, Charkari und andernorts. Nominell übernahmen die Briten im 19. Jahrhundert die Macht, die jedoch auch weiterhin überwiegend von den Maharajas ausgeübt wurde.

## Sehenswürdigkeiten
Zu den bekanntesten Orten der Region Bundelkhand gehört Khajuraho mit seinem von der UNESCO als Weltkulturerbe eingestuften Tempelbezirk und anderen verstreut liegenden Tempeln aus dem 10. und 11. Jahrhundert. Die Palastanlage und die Chhatris der Herrscher von Orchha gehören ebenfalls zu den häufiger besuchten Sehenswürdigkeiten der Region. Historisch bedeutsam sind auch der nur mehr in Ruinen erhaltene Stupa von Bharhut, die nur selten besuchten Gupta-Tempel von Bhumara und Deogarh, die Memorialbauten von Dhubela, die zerstörten Tempel und noch intakten Moscheen von Mahoba, die Ruinenstätte von Dudhai sowie das Kalinjar-Fort.